# Аршак III
Аршак III (Тиран), син Дирана (Тиридата III), ступио је престо или седамнаесте године од почетка владавине римског цара Констанција II (354) или можда чак и раније (341. или 342. г.), након што је његовог малопре поменутог оца персијски краљ Шапур II заробио и ослепио. По Шапуровом измирењу са својим заробљеником Дираном (Тиридатом), Аршак је изабран за краља пошто његов отац због губитка вида није био у стању да влада. Констанције II је признао Аршаку право над наслеђеним престолом, али то овог последњег свакако није спречило да узме учешћа са Шапуром у ратовима против Римљана. Међутим, недуго потом је склопио мир с последњима, обавезавши се да ће им плаћати годишњи данак. Констанције II му је дозволио да узме руку Олимпијаде, ћерке префекта Аблавија, која је била у блиском сродству са царицом Констанцијом и која је раније била верена за Констанцијевог брата Констанса I. Ову је међутим отровала Шапурова љубавница, јерменска принцеза Фархандзема. Не би ли казнио свог негдашњег савезника због дезертерства, Шапур је извршио напад на Јерменију и том приликом заузео Тигранокерту. Због тога се уплео у рат са Јулијаном, Констанцијевим наследником. Овај последњи је покренуо свој чувени поход на Персију (363) у договору са Аршаком, чија сарадња је била од пресудне важности по сам исход рата. Нажалост, Јулијанове наде да ће срушити моћ Сасанида су се изјаловиле због Аршаковог кукавичлика, или, што је вероватније, добро срачунате издаје истог. Аршак је јуна 363. године повукао своје снаге из римског логора подигнутог надомак Ктесифона. Због тога је дошло до катастрофалног повлачења Римљана као и Јулијанове смрти, који је 26. јуна подлегао рани задобијене од стреле. У међувремену новоизабрани цар Јовијан спасао је римску војску од потпуног уништења јулским споразумом којим се одрекао суверенитета над трибутарним краљевинама Јерменијом и Иберијом. У нади да ће бити награђен за своју издају, Аршак се изложио ризику појавивши се у Шапуровом логору. Прво му је указана част, али га је ипак усред те церемоније Шапур ухапсио и заточио у Обвилионску кулу у Екбатани где је окован у сребрне ланце. Тамо је и завршио живот, тако што га убио верни слуга, ког је преклињао да га мачем ослободи од понижења у заточеништву. Аршак је владао тирански, а против себе је имао јаку опозицију, нарочито међу великашима.
 Овај чланак садржи текст из публикације која је сада у јавном власништву: Смит, Вилијам, ур. (1870). Речник грчких и римских биографија и митологија. Недостаје или је празан параметар |title= (помоћ)